# Dây thần kinh sọ
Các dây thần kinh sọ là các dây thần kinh tách ra trực tiếp từ não, đối lập với các dây thần kinh gai tách ra từ tủy gai. Ở người từ trước đến giờ được cho là có tổng cộng 12 đôi dây thần kinh sọ, tuy nhiên theo một số tác giả còn tồn tại thêm một cặp dây thần kinh nữa được đánh số 0. Ba cặp đầu tiên (gồm cả dây 0) tách ra từ đại não, mười cặp còn lại tách ra từ thân não.
Các dây thần kinh sọ đa số đều thuộc hệ thần kinh ngoại biên (HTKNB), ngoại trừ dây sọ II (dây thần kinh thị giác thật ra không phải là một dây thần kinh thực sự mà là một đường thần kinh của gian não dẫn đến võng mạc; cả dây thần kinh thị giác và võng mạc do đó đều là một phần của hệ thần kinh trung ương (HTKTW). Sợi trục của 12 dây thần kinh còn lại kéo dài ra khỏi não bộ và do đó được coi là thuộc HTKNB. Các dây thần kinh sọ xác định hai loại nguyên ủy: Nguyên ủy thật là nơi phát xuất ra dây thần kinh (một nhân xám trung ương nếu là vận động, một hạch ngoại biên nếu là cảm giác) và nguyên ủy hư là nơi các dây thần kinh chui vào hoặc thoát ra ở mặt ngoài não và thân não.

## Các dây thần kinh sọ ở những động vật có xương sống khác
Các loài động vật có nước ối khác (các loài động vật bốn chân không kể lưỡng cư) có các dây thần kinh sọ tương tự như ở người. Ở các động vật đẻ trứng dưới nước (cá và lưỡng cư). Ngược lại, dây XI và XII không tồn tại như vậy, dây XI tích hợp vào dây X và dây XII được thay thế bởi một số lượng khác nhau các dây thần kinh sống tách từ các đoạn đốt sống hợp lại vào vùng chẩm; dây XI và XII chỉ bắt đầu trở thành các dây thần kinh riêng lẻ ở tổ tiên của các loài động vật có nước ối.

## Danh sách các dây thần kinh sọ
| Số   | Tên                                                              | Cảm giác, vận động, hay hỗn hợp | Nguyên ủy hư                                            | Nguyên ủy thật                                                                            | Nhân | Chức năng |
| 0    | Tận cùng                                                         | Thuần cảm giác                  | Lá tận cùng                                             |                                                                                           | Các nhân vách | Tham gia trong việc nhận biết các pheromone. |
| I    | Khứu giác                                                        | Thuần cảm giác                  | Hành khứu                                               | Các tế bào khứu giác 2 cực ở vùng khứu lớp niêm mạc mũi                                   | Nhân khứu trước | Truyền các cảm giác về mùi từ khoang mũi. |
| II   | Thị giác                                                         | Cảm giác                        | Thể gối ngoài và lồi não trên                           | Tế bào hạch võng mạc                                                                      | Nhân gối bên | Dẫn truyền hình ảnh từ võng mạc của mắt đến não. |
| III  | Vận nhãn                                                         | Chủ yếu vận động                | Mặt trước trung não (Rãnh trong cuống đại não)          | Nhân                                                                                      | Nhân thần kinh vận nhãn, Nhân Edinger-Westphal                                                                                             | Cấp thần kinh cho cơ nâng mi trên, cơ thẳng trên, cơ thẳng trong, cơ thẳng dưới, và cơ chéo dưới, phối hợp thực hiện phần lớn các chuyển động của mặt. Dây cũng cấp thần kinh cho cơ thắt đồng tử và các cơ của thể mi.                                                                              |
| IV   | Ròng rọc                                                         | Vận động                        | Mặt sau trung não (Bở của hãm màn tủy trên)             | Nhân                                                                                      | Nhân thần kinh ròng róc | Cấp thần kinh cho cơ chéo trên, làm mắt liếc xuống dưới và ra ngoài. |
| V    | Sinh ba (tam thoa)                                               | Hỗn hợp                         | Mặt trước bên cầu não                                   | rễ vận động: nhân; rễ cảm giác: hạch sinh ba                                              | Nhân cảm giác chính thần kinh sinh ba, nhân bó gai thần kinh sinh ba, nhân bó trung não thần kinh sinh ba, nhân vận động thần kinh sinh ba | Tiếp nhận cảm giác từ vùng mặt và cấp thần kinh cho nhóm cơ nhai. |
| VI   | Vận nhãn ngoài                                                   | Chủ yếu vận động                | Rãnh hành cầu, ngay đầu trên tháp hành                  | Cầu não (nhân nằm ngay duối lồi mặt của nền não thất IV)                                  | Nhân thần kinh vận nhãn ngoài | Cấp thần kinh cho cơ thẳng ngoài, làm mắt liếc ra ngoài. |
| VII  | Mặt                                                              | Hỗn hợp                         | Rãnh hành cầu, đầu trên của rãnh bên trước hành não     | rễ vận động (VII): Cầu não; thần kinh trung gian (VII'): hạch gối                         | Nhân thần kinh mặt, Nhân bó đơn độc, Nhân nước bọt trên                                                                                    | Cấp thần kinh vận động cho nhóm cơ biểu cảm nét mặt, bụng sau của cơ hai thân, cơ trâm móng, và cơ bàn đạp. Nhận các cảm giác vị giác đặc biệt từ 2/3 trước lưỡi và cấp thần kinh tiết cho các tuyến nước bọt (ngoại trừ tuyến mang tai) và tuyến lệ.                                                |
| VIII | Tiền đình ốc tai                                                 | Chủ yếu cảm giác                | Rãnh hành cầu                                           | phần tiền đình: hạch tiền đình; phần ốc tai: hạch xoắn ốc tai                             | Các nhân tiền đình, Các nhân ốc tai | Cảm nhận âm thanh, sự xoay chuyển, và lực trọng trường (cần thiết cho thăng bằng và di chuyển). Chính xác hơn là, nhánh tiền đình mang các xung thần kinh cho việc cân bằng và nhánh ốc tai mang các xung thần kinh cho việc nghe.                                                                   |
| IX   | Thiệt hầu                                                        | Hỗn hợp                         | Rãnh bên sau của hành não                               | sợi vận động: nhân ở hành não; sợi cảm giác và vị giác: hạch trên và hạch dưới của dây IX | Nhân hoài nghi, Nhân nước bọt dưới, Nhân bó đơn độc, Nhân lưng thần kinh thiệt hầu                                                         | Nhận cảm giác vị giác từ 1/3 sau của lưỡi, cấp thần kinh tiết cho tuyến nước bọt mang tai, và thần kinh vận động đến cơ trâm hầu. Một vài cảm giác cũng được truyền về não từ các hạnh nhân (amidan) khẩu cái.                                                                                       |
| X    | Lang thang (phế vị)                                              | Hỗn hợp                         | Rãnh bên sau hành não, dưới nguyên ủy hư của dây IX     | vận động: nhân; cảm giác: hạch trên và hạnh dưới của dây X                                | Nhân hoài nghi, Nhân lưng thần kinh lang thang, Nhân bó đơn độc                                                                            | Cấp thần kinh vận động đa số các cơ ở hầu và thanh quản (trừ cơ trâm hầu). Cấp các sợi đối giao cảm cho gần như tất cả các tạng ngực và bụng tới tận góc lách (góc kết tràng trái). Nhận các cảm giác vị giác đặc biệt từ nắp thanh môn. Kiểm soát các cơ cho tiếng nói, cộng hưởng và khẩu cái mềm. |
| XI   | Phụ (thường được tách thành các dây thần kinh phụ sọ và phụ gai) | Chủ yếu vận động                | rễ sọ:rãnh bên sau hành não; rễ gai: cột bên tủy gai cổ | Nhân                                                                                      | Nhân hoài nghi, Nhân gai thần kinh phụ | Kiểm soát cơ ức đòn chũm và cơ thang, chồng chéo một số chức năng với dây X. |
| XII  | Hạ thiệt                                                         | Chủ yếu vận động                | Rãnh bên trước của hành não                             | Nhân                                                                                      | Nhân thần kinh hạ thiệt | Cung cấp thần kinh vận động cho các cơ vùng lưỡi (trừ cơ khẩu cái lưỡi được cấp thần kinh bởi dây X). Quan trọng cho việc nuốt (hình thành viên thức ăn) và phát ngôn. |

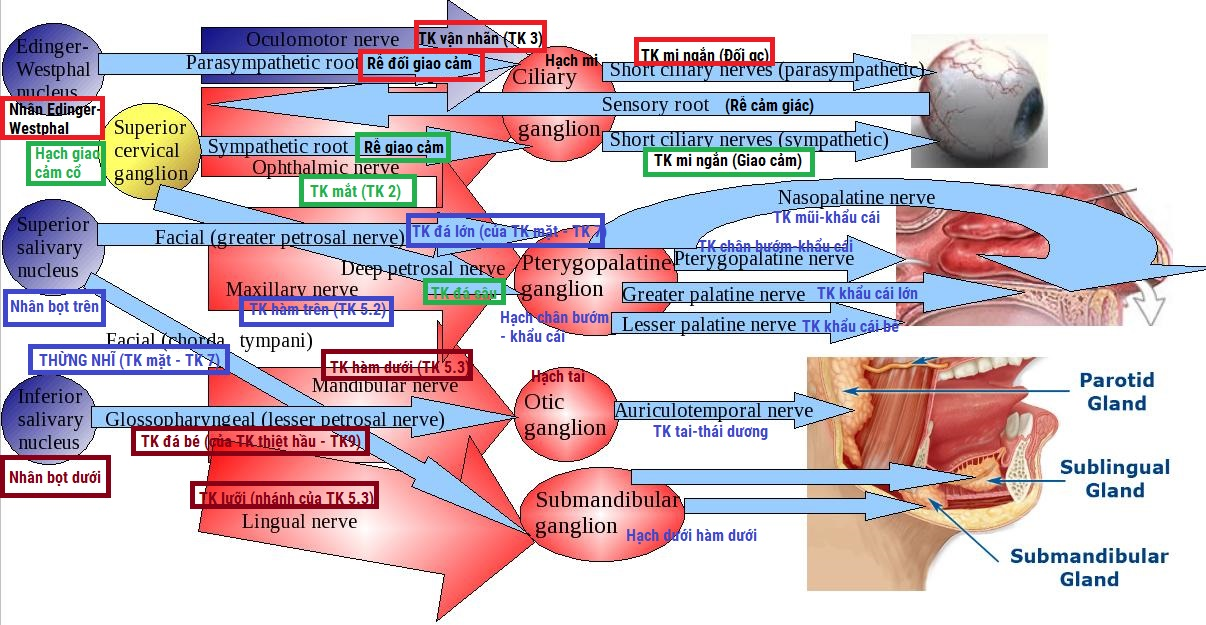
Các hạch phó giao cảm vùng đầu và liên quan

## Hình ảnh thêm

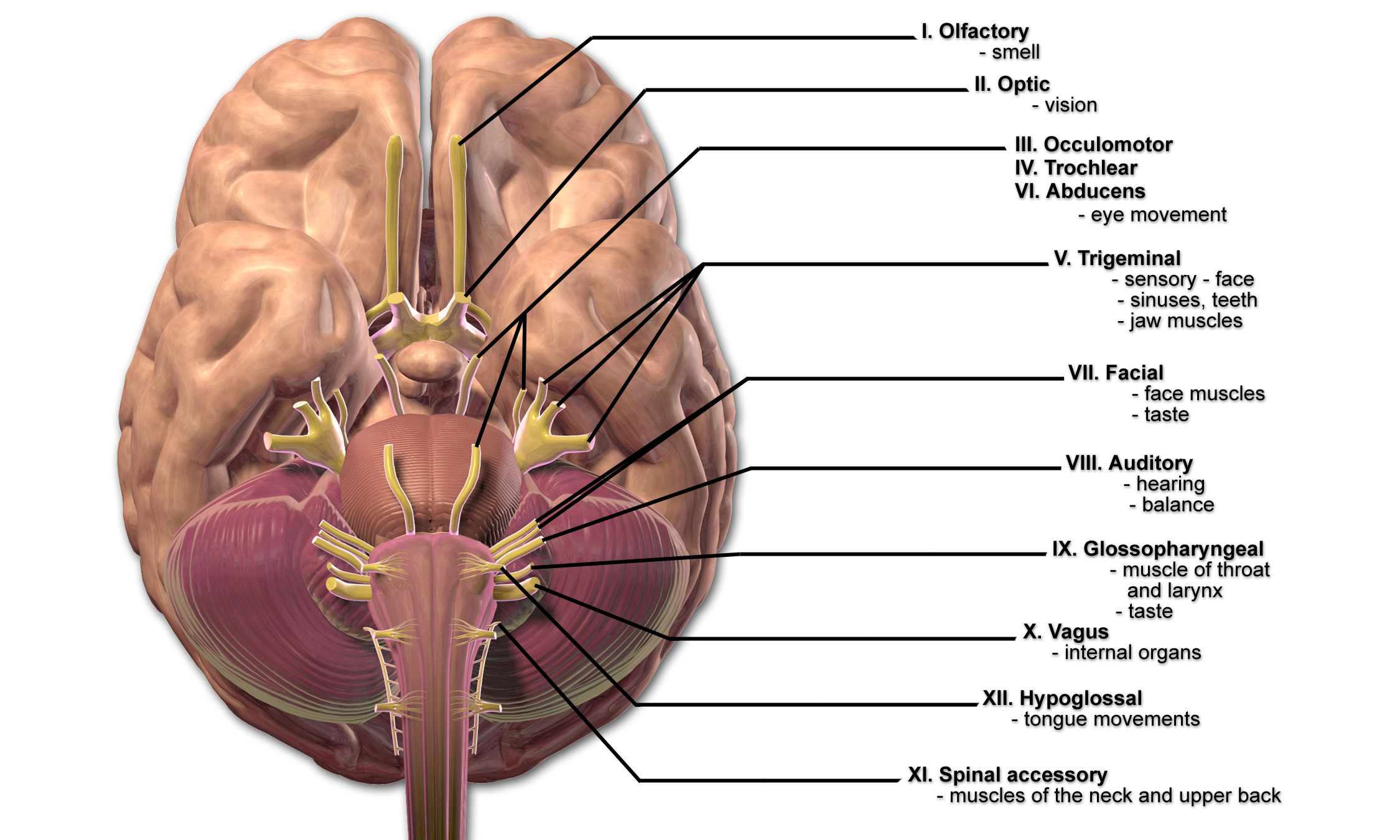
Minh họa 3 chiều các dây thần kinh sọ (góc nhìn từ dưới lên).